# Oyuunbatyn Yesügen
Oyuunbatyn Yesügen (mongoliska: Оюунбатын Есүгэн), född 20 juni 1999, är en mongolisk sportskytt.

## Karriär
Vid olympiska sommarspelen 2020 i Tokyo, som arrangerades 2021, tävlade Yesügen i två grenar. Hon slutade på 25:e plats i 10 meter luftgevär och på 27:e plats i 50 meter gevär 3 ställningar. Vid asiatiska spelen 2022 i Hangzhou, som arrangerades 2023, tog Yesügen brons tillsammans med Gankhuyag Nandinzaya och Narantuya Chuluunbadrakh i lagtävlingen i 10 meter luftgevär.
Vid olympiska sommarspelen 2024 i Paris tävlade Yesügen i tre grenar. Hon slutade på sjunde plats i 50 meter gevär 3 ställningar, 18:e plats i 10 meter luftgevär och på 16:e plats i den mixade lagtävlingen i 10 meter luftgevär tillsammans med Nyantaigiin Bayaraa.